# Spiral Knights
Spiral Knights ist ein MMORPG, das von Three Rings Design entwickelt und von Sega publiziert wird. Die offizielle Veröffentlichung war am 4. April 2011. Seit dem 14. Juni 2011 ist das Spiel als Free-to-play-Titel auch auf der Onlineplattform Steam erhältlich.
Inzwischen hat das Spiel bereits über eine Million registrierte Accounts.

## Spielprinzip
Spiral Knights ist ein Action-Adventure in Third-Person-Perspektive mit Echtzeitkämpfen. Der Spieler erstellt seinen eigenen Avatar (den sog. Spiral Knight), dessen Aufgabe es ist, nach dem Absturz seines Raumschiffes den Planeten Cradle zu erforschen. Dieser Planet wird von dem sog. Clockwork (deutsch: Uhrwerk) angetrieben, einer riesigen Maschine im Innern des Planeten. Innerhalb dieser Maschine gibt es verschiedene Ebenen, die der Spieler alleine oder in Gruppen mit bis zu vier weiteren Personen bereisen kann, um Mineralien abzubauen. Dabei muss er sich ständig verschiedenen Gegnern stellen, die sich von Ebene zu Ebene voneinander unterscheiden und mit zunehmender Tiefe immer stärker werden. Bis zum Kern des Planeten gibt es insgesamt 28 Ebenen, die in 3 Ränge unterteilt sind. Das Betreten jedes Ranges erfordert speziell dafür ausgelegtes Equipment, welches zunächst vom Spieler erlangt werden muss.
Auf der Oberfläche des Planeten kann sich der Spieler mit neuer Ausrüstung, Energie und Rezepten versorgen. Die bessere Ausrüstung wird benötigt, um in die tieferen Ebenen des Uhrwerkes vorzudringen. Man kann sie sich mit sogenannten Crowns, der Währung im Spiel, kaufen oder mittels Rezepten selbst herstellen. Um das Uhrwerk zu bereisen und Ausrüstung herzustellen, wird stets Energie benötigt. Diese regeneriert sich bis zu einem bestimmten Maß von selbst, zusätzliche Mengen können im Ingame-Shop für Crowns oder echtes Geld gekauft werden.
Seit dem 30. Juli 2013 gibt es für den Spieler fliegende Begleiter, genannt Sprites. Es gibt drei Arten von Sprites, die als Kämpfer, Unterstützer, oder einer Mischung aus beidem auftreten.
Jeder Sprite hat drei Fähigkeiten, die im Laufe des Spiels freigeschaltet werden können.

## Ausrüstung
Im Gegensatz zu den meisten gängigen MMO's kann der Charakter selbst nicht stärker werden. Seine Eigenschaften setzen sich aus der gesammelten oder hergestellten Ausrüstung zusammen. Der Spieler kann seinen Knight durch verschiedene Ausrüstungsteile aufwerten, unter anderem Helme, Rüstungen, Schusswaffen, Schwerter und Schilde. Diese sind in 6 verschiedene Qualitätsklassen unterteilt, die durch Sterne in der Gegenstandsbeschreibung dargestellt werden. Zwischen 0 und 5 Sternen kann ein Gegenstand haben, je mehr Sterne, desto stärker und wertvoller ist das entsprechende Ausrüstungsteil. Zusätzlich erhält der Spieler von getöteten Gegnern "Wärme", mit denen er seine Objekte um bis zu 10 Wärmestufen verbessern kann. Mit jeder Stufe erhält der entsprechende Gegenstand eine minimale Verbesserung in seinen Eigenschaften.
Gegenstände werden vom Spieler hauptsächlich auf zwei verschiedenen Wegen erlangt: Durch den Handel mit Spielern oder NPCs oder durch Crafting. Für letzteres werden Rezepte benötigt, die vorher von NPC-Händlern gekauft werden müssen. Weiterhin müssen diverse Materialien gesammelt werden, die von Gegnern fallen gelassen werden. Da höherstufige Ausrüstungsteile in der Regel den entsprechenden Gegenstand der vorangegangenen Qualitätsklasse zur Herstellung voraussetzen, entstehen verzweigte Alchemiepfade. In sehr seltenen Fällen können auch vom Spieler getötete Gegner Ausrüstungsteile fallen lassen.
Mit dem Update vom 4. Oktober 2011 wurden zusätzlich Zubehörteile eingefügt, mit welchen ausgerüstete Gegenstände aufgewertet werden können. Diese Aufwertung erfolgt auf rein optischer Ebene und hat keinerlei Effekt auf die Statuswerte.

## Energie
Energie ist neben den Crowns eine weitere Währung innerhalb des Spiels. Nahezu alle Objekte werden mit Energie betrieben, unter anderem die Transportaufzüge zwischen den Uhrwerks-Ebenen oder die Crafting-Maschinen.
Es gibt zwei verschiedene Formen der Energie:

### Nebelenergie
Als Nebelenergie wird die Energie in gasförmigem Zustand bezeichnet. Diese strömt permanent aus dem Kern des Planeten und kommt ebenfalls in der Atmosphäre vor. Jeder Knight besitzt ein spezielles Modul, das die Nebelenergie aus der Luft absorbieren und aufnehmen kann. Ihre Menge ist auf maximal 100 Energiepunkte beschränkt, die sich innerhalb von 22 Stunden wieder voll aufladen. Nebelenergie ist nicht handelbar und kann außer durch die automatische Aufladung und Nebeltanks nicht erlangt werden.

### Kristallenergie
Als Kristallenergie wird die Energie in fester Form bezeichnet. Im Gegensatz zur Nebelenergie regeneriert sie sich nicht und muss vom Spieler für die Spielwährung oder echtes Geld gekauft werden. Ihre Anzahl ist nicht begrenzt, auch kann der Spieler damit mit anderen Mitspielern Handel betreiben.
Der Spieler benötigt nahezu immer Energie, da ansonsten außer dem Handel mit Objekten keine Aktionen im Spiel durchgeführt werden können.
Unabhängig von ihrem Aggregatzustand können beide Energieformen für denselben Zweck genutzt werden.

## Kritik
Spiral Knights erhielt gemischte Wertungen. Metacritic aggregierte 4 Reviews zu einer Durchschnittswertung von 64/100.